# ریفریس
ریفریس (به آلمانی: Riveris) یک شهر در آلمان است که در تریر-زاربورگ واقع شده‌است. ریفریس ۴۱۴ نفر جمعیت دارد.